# El Corazón del Sapo
El Corazón del Sapo fou un grup aragonès de música hardcore punk, format el 1991 i en actiu fins a l'any 2000, que es va caracteritzar per les seves lletres combatives d'inspiració anarcopunk i pel compromís polític amb els moviments socials.

## Història
El Corazón del Sapo es va gestar l'any 1991 a la ciutat de Saragossa, després de l'okupació de l'antiga estació de tren d'Utrillas. En aquest context, Fernando Sapo i Guillermo, s'ajuntaren amb el «Caspas» i a ells s'uní Ricardo «el Negro».
El 6 de setembre realitzaren el seu primer concert a Eixea al costat dels gallecs Os Verjalhudos, amb qui compartiren escenari en els primers concerts a Mera (La Corunya), al Kasal Popular de València, i al concert de solidaritat amb el pres llibertari Pablo Serrano a Saragossa.
El maig de 1993, Guillermo passà a situació de cerca i captura per no acudir a un judici per insubmissió. Fernando i dos companys (Koke i Luís) del col·lectiu insubmís ejeano (KAE), foren detinguts i traslladats a la presó de Torrero de Saragossa. Fernando i Guillermo foren condemnats a 1 any i un dia de presó.
L'1 de juliol de 1997 Fernando fou detingut i empresonat per a complir la condemna d'1 any i un dia al costat de Guillermo (detingut una setmana després), a la vegada que el Govern de José Maria Aznar anunciava de suavitzar els càstigs als insubmisos i mentre al pavelló de 3r grau de Saragossa mor el company d'ambdós Kike Mur (arxivant-se totes les causes contra la política penitenciària d'aquell moment).
L'any 2017, El Corazón del Sapo reedità La casa magnètica en vinil i realitzà una petita gira solidària en benefici del Grupo de Ayuda a Refugiados y Refugiadas de Zaragoza amb el nom de «2017 formas de matar con unos tirantes». L'any 2020, realitzaren un concert de caràcter antifeixista a la Sala Salamandra de l'Hospitalet de Llobregat juntament amb els grups KOP i Batec. El mateix any reeditaren remasteritzat i en vinil el treball La imaginación contra el poder, una edició limitada de 1000 còpies en vinil en benefici del mitjà cooperatiu d'informació AraInfo.

## Discografia
| Any  | Àlbum                                               |       |
| ---- | --------------------------------------------------- | ----- |
| 1993 | La imaginación contra el poder                      | LP    |
| 1996 | Que el perro no rompa las flores                    | EP    |
| 1998 | Fuego al cielo de los cuervos                       | CD/LP |
| 1999 | El taladro de la realidad (O pasaclau d'a reyalidá) | CD    |
| 2000 | La casa magnética                                   | CD    |
| 2006 | Bajo la playa están los adoquines                   | CD    |